# السادة (حجة)
السادة هي إحدى قرى الجمهورية اليمنية. وهي تتبع جغرافيًا لمحافظة حجة. وإداريًا لمديرية حيران. يبلغ تعداد سكانها 3672 نسمة حسب الإحصاء الذي جرى عام 2004.